# Comuna Șcedrohir, Ratne
Șcedrohir (în ucraineană Щедрогір) este o comună în raionul Ratne, regiunea Volînia, Ucraina, formată din satele Okaceve, Pidhirea, Șcedrohir (reședința) și Zaliuttea.

## Demografie
Componența lingvistică a satului Șcedrohir
     Ucraineană (99,93%)
     Alte limbi (0,07%)
Conform recensământului din 2001, majoritatea populației satului Șcedrohir era vorbitoare de ucraineană (99,93%), existând în minoritate și vorbitori de alte limbi.